# Wild Frontier (Album)
Wild Frontier ist ein Musikalbum des nordirischen Hardrock- und Blues-Gitarristen Gary Moore. Es erschien im März 1987 bei Virgin Records.

## Geschichte
Nach einer Reise zurück in seine Heimat Belfast veröffentlichte Moore dieses Album, auf dem mehrere Songs von Irland handeln. Auch die Musik hat keltische Einflüsse. Bei den Aufnahmen wurde ein Drumcomputer verwendet. Ursprünglich sollte das Titelstück von Phil Lynott gesungen werden, was dessen Tod im Januar 1986 verhinderte. Das Album wurde mit den Worten "For Philip" Lynott gewidmet.
Over the Hills and Far Away wurde zu einem der bekanntesten Stücke Moores und wurde mehrfach gecovert; besonders bekannt wurde eine Interpretation von Nightwish. Das Stück erreichte Platz 20 in Großbritannien. Außerdem ist mit Friday on My Mind eine Coverversion eines alten Songs von The Easybeats enthalten.
Das Instrumentalstück The Loner – eine Komposition des Keyboarders Max Middleton – ist eine Neueinspielung des Titels, den Gary Moore bereits als Gastmusiker auf der LP Over The Top des Schlagzeugers Cozy Powell im Jahre 1979 beigesteuert hatte. Im Stil einer rockigen Ballade zeigt es die typischen solistischen Fähigkeiten und Ausdrucksmöglichkeiten Gary Moores auf der E-Gitarre, insbesondere sein sehr differenziertes Ziehen der Saiten (Bending).

## Kritik
Die Webseite Allmusic kritisierte die Entscheidung, einen Drumcomputer zu verwenden. Dennoch sei es keine schlechte Platte, nur sei sie „leicht enttäuschend“. Sie vergab die Bewertung 2 von 5.

## Titelliste
Die Titel 1 – 8 sind die der Original-Vinylveröffentlichung. Alle Stücke von Gary Moore außer wo angegeben.
1. Over the Hills and Far Away – 5:20
2. Wild Frontier – 4:14
3. Take a Little Time – 4:05
4. The Loner (Instrumental) (Max Middleton) – 5:54
5. Friday on My Mind (George Young/Harry Vanda) – 4:11
6. Strangers in the Darkness (Moore/Neil Carter) – 4:38
7. Thunder Rising (Moore/Carter) – 5:43
8. Johnny Boy – 3:15

Bonustitel der Original-CD:
1. Over the Hills and Far Away (12"-Version) – 7:26
2. Wild Frontier (12"-Version) – 6:38
3. Crying in the Shadows – 5:01

Bonustitel der Remaster-Version von 2003:
1. The Loner (Extended Mix) – 7:16
2. Friday on My Mind (12"-Version) (Young/Vanda) – 6:15
3. Out in the Fields (live, mit Phil Lynott) – 5:28

## Kommerzieller Erfolg

### Chartplatzierungen
| ChartsChartplatzierungen       | Höchstplatzierung | Wochen |
| ------------------------------ | ----------------- | ------ |
| Deutschland (GfK)              | 9 (31 Wo.)        | 31     |
| Österreich (Ö3)                | 16 (10 Wo.)       | 10     |
| Schweiz (IFPI)                 | 7 (14 Wo.)        | 14     |
| Vereinigte Staaten (Billboard) | 139 (15 Wo.)      | 15     |
| Vereinigtes Königreich (OCC)   | 8 (14 Wo.)        | 14     |

| ChartsJahrescharts (1987) | Platzierung |
| ------------------------- | ----------- |
| Deutschland (GfK)         | 33          |

### Auszeichnungen für Musikverkäufe
| Land/Region                  | Auszeichnungen für Musikverkäufe (Land/Region, Auszeichnung, Verkäufe) | Verkäufe |
| ---------------------------- | ---------------------------------------------------------------------- | -------- |
| Finnland (IFPI)              | Gold                                                                   | 42.791   |
| Norwegen (IFPI)              | Gold                                                                   | 50.000   |
| Schweden (IFPI)              | Platin                                                                 | 100.000  |
| Vereinigtes Königreich (BPI) | Silber                                                                 | 60.000   |
| Insgesamt                    | 1× Silber · 2× Gold · 1× Platin ·                                      | 252.791  |